# Janner Corozo
Janner Hitcler Corozo Alman (Guayaquil, 8 settembre 1995) è un calciatore ecuadoriano, attaccante del Barcelona SC e della nazionale ecuadoriana.

## Carriera

### Club
Corozo ha iniziato la sua carriera nelle serie inferiori del calcio colombiano con Carlos Borbor Reyes e LDU Guayaquil. Nel 2014 è stato acquistato dal Macará con cui ha debuttato in seconda divisione, prima di passare in prestito all'Atlas dove ha giocato nell'Under-20. Rientrato al Macará vi ha giocato per tutto il 2015 per poi passare nuovamente in prestito, all'El Nacional.
Nel 2017 è passato a titolo definitivo all'Independiente del Valle dove ha debuttato anche in Coppa Libertadores. Nel 2019 ha fatto ritorno in prestito al Macará e l'anno seguente è stato ceduto al Delfín dove ha trascorso le successive tre stagioni.
Nel 2022 ha firmato con i messicani del Pachuca che lo hanno immediatamente prestato all'Everton in Cile. L'anno seguente è tornato in Ecuador dove ha firmato con il Barcelona SC.

### Nazionale
Ha debuttato con la nazionale ecuadoriana il 28 ottobre 2021 nell'incontro amichevole vinto 3-2 contro il Messico dove ha trovato anche la sua prima rete.
Il 30 maggio 2024 è stato incluso nella lista finale di convocati per la Copa América 2024.

## Statistiche

### Presenze e reti nei club
Statistiche aggiornate al 19 giugno 2024.
| Stagione        | Squadra                 | Campionato      | Campionato | Campionato | Coppe nazionali | Coppe nazionali | Coppe nazionali | Coppe continentali | Coppe continentali | Coppe continentali | Altre coppe | Altre coppe | Altre coppe | Totale | Totale | Totale |
| Stagione        | Squadra                 | Comp            | Pres       | Reti       | Comp            | Pres            | Reti            | Comp               | Pres               | Reti               | Comp        | Pres        | Reti        | Pres   | Reti   |        |
| --------------- | ----------------------- | --------------- | ---------- | ---------- | --------------- | --------------- | --------------- | ------------------ | ------------------ | ------------------ | ----------- | ----------- | ----------- | ------ | ------ | ------ |
| 2012            | Carlos Borbor Reyes     | SC              | 4          | 0          |                 | -               | -               |                    | -                  | -                  | 4D          | 2           | 0           | 6      | 0      |        |
| 2013            | LDU Guayaquil           | SC              | 0          | 0          |                 | -               | -               |                    | -                  | -                  | 4D          | 6           | 1           | 6      | 1      |        |
| 2014            | Macará                  | B               | 19         | 2          |                 | -               | -               |                    | -                  | -                  |             | -           | -           | 19     | 2      |        |
| 2015            | Macará                  | B               | 33         | 5          |                 | -               | -               |                    | -                  | -                  |             | -           | -           | 33     | 5      |        |
| 2016            | El Nacional             | A               | 29         | 5          |                 | -               | -               |                    | -                  | -                  |             | -           | -           | 29     | 5      |        |
| 2017            | Independiente del Valle | A               | 14         | 2          |                 | -               | -               | CL                 | 4                  | 0                  |             | -           | -           | 18     | 2      |        |
| 2018            | Independiente del Valle | A               | 26         | 3          |                 | -               | -               | CL                 | 0                  | 0                  |             | -           | -           | 26     | 3      |        |
| 2019            | Macará                  | A               | 32         | 8          |                 | -               | -               | CS                 | 3                  | 0                  |             | -           | -           | 35     | 8      |        |
| 2020            | Delfín                  | A               | 25         | 5          |                 | -               | -               | CL                 | 8                  | 1                  | SE          | 1           | 0           | 34     | 6      |        |
| 2021            | Delfín                  | A               | 29         | 7          |                 | -               | -               |                    | -                  | -                  | SE          | 2           | 1           | 31     | 8      |        |
| 2022            | Delfín                  | A               | 15         | 4          |                 | -               | -               | CS                 | 2                  | 0                  |             | -           | -           | 17     | 4      |        |
| 2022            | Everton                 | A               | 6          | 0          | CC              | 0               | 0               |                    | -                  | -                  |             | -           | -           | 6      | 0      |        |
| 2023            | Barcelona SC            | A               | 27         | 4          |                 | -               | -               | CL+CS              | 6+2                | 1+1                |             | -           | -           | 35     | 6      |        |
| 2024            | Barcelona SC            | A               | 15         | 5          |                 | -               | -               | CL                 | 6                  | 0                  |             | -           | -           | 21     | 5      |        |
| Totale carriera | Totale carriera         | Totale carriera | 274        | 50         |                 | 0               | 0               |                    | 31                 | 3                  |             | 11          | 2           | 316    | 55     |        |

### Cronologia presenze e reti in nazionale
| Cronologia completa delle presenze e delle reti in nazionale ― Ecuador | Cronologia completa delle presenze e delle reti in nazionale ― Ecuador | Cronologia completa delle presenze e delle reti in nazionale ― Ecuador | Cronologia completa delle presenze e delle reti in nazionale ― Ecuador | Cronologia completa delle presenze e delle reti in nazionale ― Ecuador | Cronologia completa delle presenze e delle reti in nazionale ― Ecuador | Cronologia completa delle presenze e delle reti in nazionale ― Ecuador | Cronologia completa delle presenze e delle reti in nazionale ― Ecuador |
| Data                                                                   | Città                                                                  | In casa                                                                | Risultato                                                              | Ospiti                                                                 | Competizione                                                           | Reti                                                                   | Note                                                                   |
| ---------------------------------------------------------------------- | ---------------------------------------------------------------------- | ---------------------------------------------------------------------- | ---------------------------------------------------------------------- | ---------------------------------------------------------------------- | ---------------------------------------------------------------------- | ---------------------------------------------------------------------- | ---------------------------------------------------------------------- |
| 27-10-2021                                                             | Charlotte                                                              | Messico                                                                | 2 – 3                                                                  | Ecuador                                                                | Amichevole                                                             | 1                                                                      | 65’                                                                    |
| 11-11-2021                                                             | Quito                                                                  | Ecuador                                                                | 1 – 0                                                                  | Venezuela                                                              | Qual. Mondiali 2022                                                    | -                                                                      | 64’                                                                    |
| 4-12-2021                                                              | Houston                                                                | El Salvador                                                            | 1 – 1                                                                  | Ecuador                                                                | Amichevole                                                             | -                                                                      | 63’                                                                    |
| 12-6-2024                                                              | Chester                                                                | Ecuador                                                                | 3 – 1                                                                  | Bolivia                                                                | Amichevole                                                             | -                                                                      |                                                                        |
| 26-6-2024                                                              | Paradise                                                               | Ecuador                                                                | 3 – 1                                                                  | Giamaica                                                               | Coppa America 2024 - 1º turno                                          | -                                                                      | 90+5’                                                                  |
| 21-3-2025                                                              | Quito                                                                  | Ecuador                                                                | 2 – 1                                                                  | Venezuela                                                              | Qual. Mondiali 2026                                                    | -                                                                      | 62’                                                                    |
| 25-3-2025                                                              | Santiago del Cile                                                      | Cile                                                                   | 0 – 0                                                                  | Ecuador                                                                | Qual. Mondiali 2026                                                    | -                                                                      | 60’                                                                    |
| Totale                                                                 |                                                                        | Presenze                                                               | 7                                                                      |                                                                        | Reti                                                                   | 1                                                                      |                                                                        |